# Wat Rakang
Chùa Chuông Treo hay Wat Rakhang (Vát La-khang), tên đầy đủ là Wat Rakhangkhositaram Woramahawiharn (tiếng Thái: ววัดระฆังโฆสิตารามวรมหาวิหาร, phiên âm: Vát La-khang-kho-xi-ta-lam Vo-la-ma-ha-vi-han) là một ngôi chùa nằm bên bờ sông Chao Phraya, thuộc địa phận quận Bangkok Noi, thủ đô Bangkok của Thái Lan.

## Mô tả
Chùa là nơi sưu tập những cái chuông được mọi người ưu chuộng. Mỗi buổi sáng, chùa đều đánh chuông báo hiệu bình minh vang xa cả thành phố. Đằng sau chùa có ba căn nhà màu gỗ, gọi chung là sảnh tripitake, đã một thời thuộc quyền Hoàng đế Rama I khi đức vua là một nhà sư và là lúc Thonburi trở thành thủ đô của Thái Lan. Đền thờ này cũng là một kho tàng gồm có thư viện đặt thẳng đằng sau đền thờ. Những bức họa xuất hiện năm 1788, mô tả quang cảnh từ Ramakien và Ba thế giới và vũ trụ học Phật giáo. Lưu trữ ngày 4 tháng 7 năm 2008 tại Wayback Machine
Chùa còn là nơi nổi tiếng sản xuất những mặt tượng Phật bằng vàng.

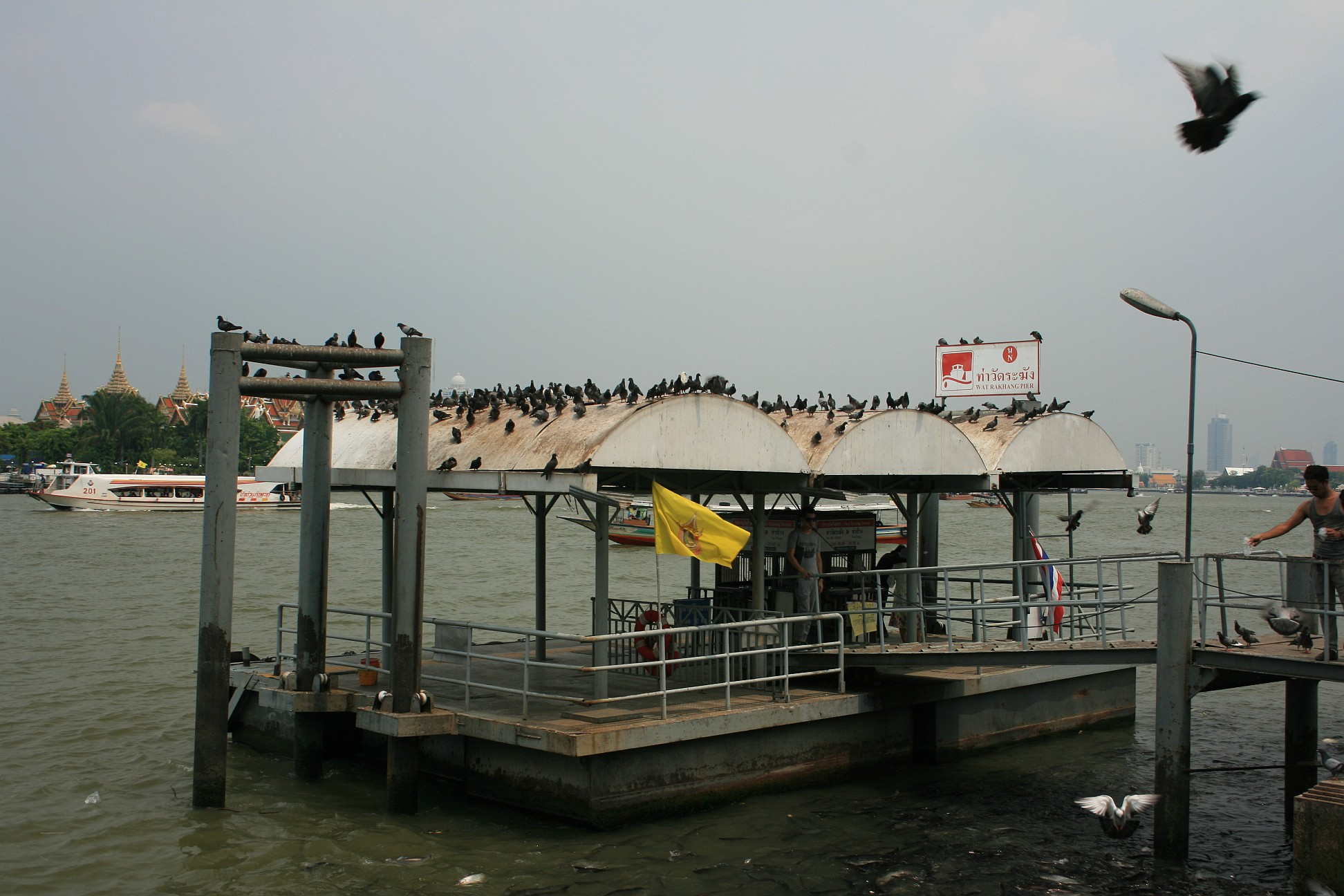
Đến Wat Rakang bằng đường sông Chao Phraya - nơi có nhiều bồ câu và cá ngay bến phà

## Giá trị
Chùa mở cửa suốt ngày đón khách tham quan, vào có lệ phí. Chùa ít du khách tham quan nhưng chùa là ngôi đền được rất nhiều Phật tử trong nước đến viếng bái. 